# Federico Corner (cardinale 1531)

Stemma Corner

Federico Corner (talvolta italianizzato in Cornaro) (Venezia, 9 giugno 1531 – Roma, 4 ottobre 1590) è stato un cardinale e vescovo cattolico italiano.

## Biografia
Nacque a Venezia il 9 giugno 1531 da Giovanni di Giorgio, cavaliere e procuratore di San Marco, e da Adriana Pisani. Appartenente al ramo di San Polo, Federico era fratello di Giorgio, di Alvise (a sua volta cardinale), di Francesco (governatore di galea morto nelle guerre contro i Turchi) e di Marcantonio (padre del doge Giovanni).
Dopo gli studi di diritto, fu accolto nell'Ordine di San Giovanni di Gerusalemme e fu creato priore dell'isola di Cipro dopo che il fratello Alvise aveva rinunciato in suo favore. Il 27 marzo 1560, già chierico, fu promosso vescovo di Traù. Fu eletto vescovo di Bergamo nel 1561, succedendo al fratello Alvise, e vescovo di Padova nel 1577. Durante il suo episcopato padovano scrisse Avvertimenti ai confessori della città, et diocesi di Padova, pubblicato nel 1579. Partecipò al Concilio di Trento durante la terza fase.
Papa Sisto V lo elevò al rango di cardinale nel concistoro del 18 dicembre 1585.
Partecipò al conclave del settembre 1590 che elesse Urbano VII, a cui sopravvisse di qualche giorno, morendo il 4 ottobre 1590, prima della nuova serrata.
Il monumento funebre si trova nella chiesa di San Silvestro in Roma e fu commissionato da papa Gregorio XIV e fu realizzato dagli scultori Melchiorre Cremona e Muzio Quarta tra il gennaio 1591 e la sua dedicazione nel luglio 1597.
L'iscrizione funebre, composta dallo stesso papa Gregorio XIV, riporta:

Gregorius XIIII Pont Max 

Federico Cornelio S R E Presb Card 

Episcopo Patavino 

Hoc Coniunctissimae Amicitiae Monumentum 

Posuit 

Anno MDLXXXXI Pont I

## Ascendenza
|                     |                 |                      | Genitori             |  |  | Nonni |  |  | Bisnonni     |  |  | Trisnonni      |  |
|                     |                 |                      |                      |  |  |       |  |  | Marco Corner |  |  | Giorgio Corner |  |
|                     |                 |                      |                      |  |  |       |  |  | Marco Corner |  |  | Giorgio Corner |  |
|                     |                 | Caterina Giustinian  |                      |  |  |       |  |  | Marco Corner |  |  |                |  |
| Giorgio Corner      |                 |                      |                      |  |  |       |  |  | Marco Corner |  |  |                |  |
|                     |                 | Fiorenza Crispo      | Nicolò Crispo        |  |  |       |  |  |              |  |  |                |  |
|                     |                 | Fiorenza Crispo      | Nicolò Crispo        |  |  |       |  |  |              |  |  |                |  |
|                     |                 | Fiorenza Crispo      | Valenza Comneno      |  |  |       |  |  |              |  |  |                |  |
| Giovanni Corner     |                 | Fiorenza Crispo      |                      |  |  |       |  |  |              |  |  |                |  |
|                     |                 | Francesco Morosini   | …                    |  |  |       |  |  |              |  |  |                |  |
|                     |                 | Francesco Morosini   | …                    |  |  |       |  |  |              |  |  |                |  |
|                     |                 | Francesco Morosini   | …                    |  |  |       |  |  |              |  |  |                |  |
| Elisabetta Morosini |                 | Francesco Morosini   |                      |  |  |       |  |  |              |  |  |                |  |
|                     |                 | …                    | …                    |  |  |       |  |  |              |  |  |                |  |
|                     |                 | …                    | …                    |  |  |       |  |  |              |  |  |                |  |
|                     |                 | …                    | …                    |  |  |       |  |  |              |  |  |                |  |
| Federico Corner     |                 | …                    |                      |  |  |       |  |  |              |  |  |                |  |
|                     | Giovanni Pisani | Almorò Pisani        |                      |  |  |       |  |  |              |  |  |                |  |
|                     | Giovanni Pisani | Almorò Pisani        |                      |  |  |       |  |  |              |  |  |                |  |
|                     | Giovanni Pisani | Elisabetta Trevisan  |                      |  |  |       |  |  |              |  |  |                |  |
| Alvise Pisani       | Giovanni Pisani |                      |                      |  |  |       |  |  |              |  |  |                |  |
|                     |                 | Chiara Loredan       | Lorenzo Loredan      |  |  |       |  |  |              |  |  |                |  |
|                     |                 | Chiara Loredan       | Lorenzo Loredan      |  |  |       |  |  |              |  |  |                |  |
|                     |                 | Chiara Loredan       | …                    |  |  |       |  |  |              |  |  |                |  |
| Adriana Pisani      |                 | Chiara Loredan       |                      |  |  |       |  |  |              |  |  |                |  |
|                     |                 | Benedetto Giustinian | Francesco Giustinian |  |  |       |  |  |              |  |  |                |  |
|                     |                 | Benedetto Giustinian | Francesco Giustinian |  |  |       |  |  |              |  |  |                |  |
|                     |                 | Benedetto Giustinian | Isabella Corner      |  |  |       |  |  |              |  |  |                |  |
| Cecilia Giustinian  |                 | Benedetto Giustinian |                      |  |  |       |  |  |              |  |  |                |  |
|                     |                 | Marina Gritti        | Luca Gritti          |  |  |       |  |  |              |  |  |                |  |
|                     |                 | Marina Gritti        | Luca Gritti          |  |  |       |  |  |              |  |  |                |  |
|                     |                 | Marina Gritti        | …                    |  |  |       |  |  |              |  |  |                |  |
|                     |                 | Marina Gritti        |                      |  |  |       |  |  |              |  |  |                |  |